# NTV (俄羅斯)
NTV（独立电视台，NTV为其罗马化转写）是俄羅斯的一個全国電視頻道，曾經由俄羅斯寡头弗拉基米爾·古辛斯基的公司大桥传媒所有。2001年4月14日開始，俄罗斯天然气媒體公司控制了NTV。
弗拉基米爾·古辛斯基於1993年成立了NTV。NTV成立之後吸引了許多有才華的記者加盟，並對新聞節目非常重視，批判政府時也是毫不留情。但在普京就任總統之後，古辛斯基因贪污被捕。作為保釋的交換條件，古辛斯基被迫出售所有的NTV股權，NTV遂改由國有的俄罗斯天然气工业股份公司媒體控股（Gazprom Media）經營。在此之後，NTV的言論自由空間被大幅壓縮。批判政府的節目被迫停播，許多記者都離開公司。
NTV设有国际频道NTV世界和高清频道NTV HD。

## 名称含义
NTV频道的名称“НТВ”由成立者之一的伊戈尔·马拉申科提出，最初并无任何含义，其初创团队曾提出将字母“Н”解释为“独立”（Независимое），但认为这一解释过于浮夸，此后又考虑“新”（Новое）、“我们的”（Наше）、“非政府”（Негосударственное）等词，但最终决定不解释。一些非官方报道将“НТВ”视为“独立电视台”的缩写。

## 历史

### 成立初期（1993－1997年）
1993年春季，奥斯坦金诺电视广播公司的记者叶夫根尼·基谢廖夫和奥列格·多布罗杰耶夫对电视台的工作条件不满，他们认为电视台立场越来越偏袒叶利钦政府，再加上电视台面临严重的财务危机，裁员潮随时可能波及自身，他们制作的《结果》节目可能遭到停播。两名记者向俄罗斯寡头弗拉基米尔·古辛斯基寻求资助，不过古辛斯基随后提出成立一家独立的电视台。
1993年6月，多布罗杰耶夫、基谢廖夫以及伊戈尔·马拉申科共同组建“结果有限责任公司”（ТОО «Итоги»），并与古辛斯基拥有的大桥银行，以及都会银行和国家信用银行，共同组建NTV电视台有限责任公司（ТОО «Телекомпания НТВ»，1993年7月14日注册成立），其中20%股份由结果公司拥有，其它80%的股份由三家银行拥有，但随后都会银行和国家信用银行撤股。公司招聘了一批年轻记者和主播，部分来自《报导》栏目组和奥斯坦金诺电视广播公司，也有一些新面孔。
电视台成立后，开始寻找播出节目的频道，向时任圣彼得堡市长阿纳托利·索布恰克请求利用第五频道的频率播出节目。1993年9月16日，NTV与频道所属企业彼得堡-第五频道国家电视广播公司达成协议，利用第五频道部分时段播出NTV的节目。节目原定从1991年10月1日或3日开始播出，但NTV高层决定谨慎行事，推迟一周开播。NTV的第一个节目《结果》在1993年10月10日21时播出。电视台的编辑部设在莫斯科的奥斯坦金诺电视中心8层。1993年11月22日，俄罗斯联邦总统颁布政令，允许NTV从1994年1月17日开始在奥斯坦金诺第四频道的晚间时段（18:00－2:00）试播节目（频道的日间时段归属全俄国家电视广播公司的俄罗斯大学频道）。1995年1月31日，NTV正式获得政府发放的电视广播执照，编号为509，期限5年，但频道仍处于试播期间。此后NTV开始与全俄国家电视广播公司商讨，接管第四频道剩余的播出时间，一度引起两方的矛盾。
在NTV之前，俄罗斯的私营电视频道只有2×2和TV-6两家，且均以娱乐节目为主，而NTV自成立之初就定位成新闻和社会政治为主的频道。NTV的新闻节目更加强调记者的角色，记者必须在其采访的新闻中出镜，让观众留下印象。NTV开播初期，曾播出一些对俄罗斯政府不利的节目，例如在1995年2月11日的《结果》栏目中谈到叶利钦身边的一些人物，次日NTV的记者被拒绝进入克里姆林宫。在第一次车臣战争期间，NTV的部分记者从车臣的角度报道战事，引起叶利钦的不满，叶利钦曾在1994年12月派遣联邦安全局的人员逮捕古辛斯基，但当时古辛斯基已经前往伦敦。1995年10月11日，NTV驻车臣记者获授予二级祖国功勋奖章，但联邦政府认为NTV的记者前往车臣采访沙米尔·巴萨耶夫属于非法出境，此后电视台和记者遭到联邦检察官起诉。
1996年6月，大桥集团将其拥有的部分NTV股权转售给俄罗斯天然气工业股份公司。1996年俄罗斯总统选举期间，为争取获得第四频道的所有播出时段，NTV曾积极支持叶利钦。1996年9月，联邦政府颁布政令，自1996年11月11日起将第四频道的节目时段全部移交给NTV。节目时段延长后，NTV开始播出外购或自制影视剧，也按执照要求播出体育节目。

### 发展（1997－2000年）
1997年12月，NTV控股（НТВ-Холдинг）成立，整合了NTV、TNT、NTV-Plus（包含我们的电影频道、世界影院频道、HTV-Plus体育、儿童世界频道、NTV-Plus音乐频道）、莫斯科回声、NTV设计、NTV普罗菲特、NTV影院、NTV国际、七天出版社和Bonum-1。伊戈尔·马拉申科担任公司主席。1998年3月10日，电视台的注册名称改为“NTV公开股份公司”（ОАО «Телекомпания НТВ»）。
1998年1月，叶利钦签署总统令，确立NTV的全国性电视台地位，这意味着电视台可按较低的价格向地方转播站支付转播费用，此前只有俄罗斯公共电视台、俄罗斯广播电视台和灯塔广播电台拥有此权利。
1998年9月1日，NTV引入自动播出系统，并设置四个时移版本，从而覆盖了俄罗斯五个时区，此前频道在俄罗斯各地都按莫斯科时间播出。1999年，电视台的潜在观众数量达到1.02亿，覆盖俄罗斯70%人口，并覆盖了部分前苏联加盟国。
1998年，NTV和NTV-Plus开设网站。1999年，NTV开始建设奥斯坦金诺十一演播室，该演播室面积达1000平方米，俗称“演播室变形金刚”（студия-трансформер）。
受到奥斯坦金诺电视塔火灾影响，2000年8月27日至9月1日，NTV暂停在莫斯科地区的播出，频道的新闻节目《今天》临时改在TNT频道播出。2000年9月1日至3日，NTV临时和文化频道设立联合频道，共用频率播出，使用奥克托德广播电视塔的发射机播出。9月4日上午，频道回到莫斯科第八频道播出，之后频道信号在11:40恢复从奥斯坦金诺电视塔发射。

### 易主（2000－2001年）
NTV与新总统普京的关系并不好，有报道称普京与古辛斯基有私人恩怨。NTV继续谴责对车臣武装的敌对政策，被威胁禁止在俄军总部采访，摄制工作也曾遭到阻挠。1999年俄罗斯国家杜马选举和2000年俄罗斯总统选举期间，NTV不支持几乎任何一个政党或者候选人，大选过后也继续在节目中尖锐批判俄罗斯政府。
普京就任总统数日后，2000年5月11日，联邦安全局和税务警察以涉嫌侵犯隐私权、侵犯通信保密权、违法接收和揭露构成商业或银行机密信息等为由，搜查大桥传媒的办公室。2000年6月13日，古辛斯基因涉嫌欺诈被逮捕，与此同时大桥传媒陷入与俄气的贷款纠纷中。古辛斯基在16日被释放，释放的条件是签署协议，按照协议规定的价格将大桥传媒出售给俄气传媒，大桥传媒也被要求停播部分NTV的节目，减少对政府的批判。
然而，NTV开始借2000年莫斯科地铁爆炸事件和库尔斯克号核潜艇事故尖锐批判政府，在某些日子甚至暂停跟进国际重大新闻，只播出批判俄罗斯政府的节目，并在同一天播出与克格勃相关的电影《特工的错误》和电视剧《塔斯社权威发布……》。
2001年4月3日，NTV在俄气公司大楼召开股东大会，决定更换电视台管理层，电视台主席由鲍里斯·乔丹担任。电视台部分员工，包括基谢廖夫为首的一批记者，拒绝接受新的管理层，连续数天阻止俄气传媒的代表进入电视台，并停播除了新闻和广告以外的其他节目。4月13日晚，俄气公司的代表替换了电视中心八楼的安保人员，只允许接受新管理层的员工进入办公室。领导层变更后，电视台对俄气公司的债务被重组。
此次事件后，NTV有不少员工离职，一些部门只剩下一名员工，除了新闻部以外的部门几乎瘫痪。NTV的大部分节目转至TV-6频道播出，为NTV的节目播出带来不小困难。

### 2001－2004年
2001年9月10日，NTV全面改版，整体包装、演播室、节目编排均有更新，并采用“NTV-全新电视视野”的口号。
2001年10月，NTV面临更新执照的问题，由于在2001年4月的事件中，NTV曾暂停播出节目，只播放空荡的走廊和办公室的画面，以及曾在不合适的时间播出色情电影，NTV在2001至2002年受到通讯部多次警告。不过NTV的执照仍然在2002年6月获得5年续期。
在鲍里斯·乔丹任职主席期间，NTV播出的新闻节目很少受到审查的影响，不过有媒体指出NTV对车臣的新闻报道风格发生改变。然而在2002年10月，克里姆林宫对NTV在莫斯科歌剧院胁持事件报道中的处理手法不满，鲍里斯·乔丹在2003年1月被解雇，NTV的主席由尼古拉·森克维奇接任。森克维奇让原先任职公共电视台的阿列克谢·泽姆斯基担任新闻部副总编，引发电视台员工不满，他们认为泽姆斯基“与新闻毫无关联”，并要求森克维奇下台。电视台最终让曾在NTV任职的亚历山大·格拉西莫夫担任新闻部副总编。森克维奇时期，新闻部设立了负责制定新闻方针和自我审查的责任编辑。
2004年2月，NTV新闻部门的数十名员工被裁撤，有媒体认为这与俄气传媒计划转售NTV有关，也有媒体认为这与员工不愿再与管理层争执有关。

### 库利斯蒂科夫时期（2004－2013年）
弗拉基米尔·库利斯蒂科夫在2004年接任电视台主席。这一时期，NTV老员工与管理层之间的关系仍然紧张，在2005年秋季，有报道称新闻节目部副总编塔季扬娜·米特科娃对电视台的新闻主播不满。2006年上半年，电视台多名新闻主播离职。NTV的收视率在这一时期明显下滑。
2007年春季，NTV宣布退出俄罗斯电视学院基金会，弗拉基米尔·库利斯蒂科夫和塔季扬娜·米特科娃也退出该组织，这意味着NTV将不能为其记者提名TEFI奖，此后一年时间NTV也没有任何一个节目获得TEFI奖。米特科娃称，退出的原因是奖项的提名人初选中存在不诚实行为。
2007年6月，库利斯蒂科夫称NTV的利润在2004至2007年间持续上升，已经填补自身债务，不需要俄气传媒的资助，并计划在奥斯坦金诺建设NTV自己的电视中心。这一电视中心楼高15层，在2009年1月获得莫斯科市政府批准，但其设计工作推迟到2012年。

### 2013年至今
2013年4月17日起，NTV的数字版本开始以16:9画幅播出。2015年2月9日，NTV高清频道开播，在NTV-Plus、三色电视、俄罗斯电信、ER电信，以及莫斯科本地的有线电视网络中播出（例如阿卡多电信）。
受金融危机影响，NTV在2015年3月出现财务危机和广告危机，被迫裁员近10%，并关闭多个位于海外的记者站，任职新闻主播多年的安德烈·乌哈列夫和埃琳娜·温尼克离开NTV。
2015年9月，NTV被列入乌克兰的制裁名单，乌克兰将可以冻结其在乌克兰境内的资金，并停止履行金融和财政义务。
2015年10月，库利斯蒂科夫离任NTV主席，阿列克谢·泽姆斯基从21日起接任这一职位。库利斯蒂科夫称，离职是个人意愿，是由于自身健康恶化。
2020年11月11日，NTV宣布除新闻、政治节目以及旧节目存档外，其他所有节目采用立体声制作，包括电视剧、音乐节目、脱口秀节目、生活节目等。采用立体声播出的节目会在节目开始时，于画面左上角显示立体声标志。
2021年4月1日，NTV的应用程序开始在俄罗斯境内销售的智能电视中预装。

## 国际播出

### NTV-国际
NTV-国际（俄语：НТВ-Интернешнл）是NTV与Inter TV公司合办的国际频道，于1997年1月1日开播，面向西欧、中东、北美播出。2001年4月NTV管理层变动后，NTV-国际拒绝服从NTV高层的管理，并暂停播出大部分NTV的节目，改为播出TV-6和TNT的节目。2001年10月1日，在NTV的干扰下，NTV-国际停止播出NTV的节目，并在2002年更名为RTVI。

### NTV世界
NTV世界（俄语：НТВ Мир）是NTV拥有的国际频道，2001年12月17日开播，主要面向欧洲以及部分独联体国家播出。2002年11月5日，NTV世界开始在澳大利亚播出。
2002年5月9日至2015年6月27日之间，除了播出NTV国内频道的节目外，NTV世界也播出自制节目，包括《我们》、《俄罗斯馅饼》、《亚历山大·朱尔宾.记忆中的旋律》、《金粉》、《独家》。频道也有重播数年前的节目，部分从其它俄罗斯电视台购买。
NTV也有以下国际频道，面向指定国家播出：
- NTV-加拿大：2005年12月28日开播，面向加拿大播出[186]。
- NTV-美洲（俄语：НТВ-America）：2002年9月25日开播，面向俄裔美国人播出[187]。
- NTV-白俄罗斯（俄语：НТВ-Беларусь）：2006年7月4日在白俄罗斯开播，由白俄罗斯国家电视广播公司运营，以白俄罗斯语播出NTV的节目[188]。

## 台标变迁

第一代（1993年11月1日~1994年4月10日）
第二代（1994年4月11日~1994年7月31日）
第三代（1994年8月1日~1994年8月31日）
第四代（1994年9月1日~1997年8月10日）
第六代（2001年9月10日~2007年6月3日）
第七代（2007年6月4日~）

## 外部連結
- 官方网站
  - NTV Mir (International) （页面存档备份，存于）
  - NTV America （页面存档备份，存于）
  - NTV Canada